# Ваєргойзер (Вісконсин)
Ваєргойзер (англ. Weyerhaeuser) — селище (англ. village) в США, в окрузі Раск штату Вісконсин. Населення — 232 особи (2020).

## Географія
Ваєргойзер розташований за координатами 45°25′32″ пн. ш. 91°24′55″ зх. д. / 45.42556° пн. ш. 91.41528° зх. д. (45.425644, -91.415240).  За даними Бюро перепису населення США в 2010 році селище мало площу 2,45 км², з яких 2,42 км² — суходіл та 0,03 км² — водойми.

## Демографія
Згідно з переписом 2010 року, у селищі мешкало 238 осіб у 116 домогосподарствах у складі 60 родин. Густота населення становила 97 осіб/км².  Було 142 помешкання (58/км²).
Расовий склад населення:
| - 97,9 % — білих - 0,4 % — корінних американців |

До двох чи більше рас належало 0,8 %. Частка іспаномовних становила 1,3 % від усіх жителів.
За віковим діапазоном населення розподілялося таким чином: 18,9 % — особи молодші 18 років, 58,4 % — особи у віці 18—64 років, 22,7 % — особи у віці 65 років та старші. Медіана віку мешканця становила 48,1 року. На 100 осіб жіночої статі у селищі припадало 98,3 чоловіків;  на 100 жінок у віці від 18 років та старших — 101,0 чоловіків також старших 18 років.
Середній дохід на одне домашнє господарство  становив 38 725 доларів США (медіана — 26 750), а середній дохід на одну сім'ю — 46 778 доларів (медіана — 36 250). За межею бідності перебувало 23,8 % осіб, у тому числі 30,4 % дітей у віці до 18 років та 6,8 % осіб у віці 65 років та старших.
Цивільне працевлаштоване населення становило 102 особи. Основні галузі зайнятості: виробництво — 24,5 %, транспорт — 13,7 %, освіта, охорона здоров'я та соціальна допомога — 11,8 %.